# Глухов, Иван Степанович
Иван Степанович Глухов (18 марта 1915 года, деревня Кумырса, Киясовский район, Удмуртия — 24 мая 1987 года) — старший сержант, разведчик 92-й отдельной разведроты 184-й стрелковой дивизии 5-й армии третьего Белорусского фронта. Полный кавалер Ордена Славы.

## Биография
Из крестьян. Работал на заводе «Ижсталь», позже в Удмуртстрое. Служил в РККА в 1935—1938 годах.
В 1941 году призван в армию по мобилизации, зачислен в 77-й стрелковый полк. Участвовал в боях у города Пушкин и под Новгородом. В одном из боёв преодолел нейтральную полосу и уничтожил пулемётную точку врага, за что был награждён медалью «За отвагу».
В апреле 1944 года группа Глухова в составе Белорусского фронта захватила в плен немецкого ефрейтора, причём Иван Степанович в завязавшемся бою огнём из автомата и гранатами уничтожил 6 солдат. 9 апреля 1944 года был награждён орденом Славы третьей степени.
В боях у Каунаса Глухов в составе разведгруппы выявил расположение огневых точек врага и подорвал гранатой вражеский пулемёт. 21 августа 1944 года награждён орденом Славы II степени.
В сентябре 1944 года Глухов, действуя с группой разведчиков в около местечка Науяместис, во время операции во вражеском тылу был ранен (лишился глаза), однако выполнил задание и удержал пленного. За этот подвиг 24 марта 1945 года награждён орденом Славы I степени.
После лечения вернулся на службу. Награждён Орденом Отечественной войны 1-й степени (1985 год).
Демобилизовался в ноябре 1945 года. После войны сначала жил в деревне Ильнеш, где работал в колхозе, потом в городе Камбарка (Удмуртия).